# Crassispira sanibelensis
Crassispira sanibelensis é uma espécie de gastrópode do gênero Crassispira, pertencente à família Pseudomelatomidae.